# Conwy Railway Bridge
De Conwy Railway Bridge is een spoorbrug over de rivier de Conwy nabij de gelijknamige stad in Wales. De brug is gebouwd door Robert Stephenson als onderdeel van een spoorverbinding tussen Londen en de havenstad Holyhead, tegelijkertijd met de beroemde Britannia Bridge. Het ontwerp was van William Fairbairn (1789-1874). Het was de eerste brug van dit type (een grote ijzeren koker waar de trein doorheen reed), en na de verwoesting van de Britannia Bridge in 1970 het enige overgebleven exemplaar.
In april 1845 kwam Stephenson op het idee van een tunnelachtige buis waardoor de treinen de rivier zouden oversteken. Het kokerprofiel zou de brug voldoende stevigheid geven waardoor een lange overspanning mogelijk zou zijn. Hij experimenteerde met verschillende profielen en liet een groot schaalmodel van de Britanniabrug bouwen om zijn theorieën te testen. Dit was innovatief omdat hij ook de effecten van wind- en temperatuurverandering meenam in zijn praktische evaluatie.
Het grondwerk bij Conwy begon in mei 1846, de rotsbodem werd geëgaliseerd voor de bouw van het fundament. De twee torens, met hun kantelen, zijn ontworpen door architect Francis Thompson (1808-1895) overeenkomstig de stijl van het naastgelegen Conwy Castle en de Conwy Suspension Bridge uit 1826 van Thomas Telford. De eerste steen van de torens werd gelegd op 15 juni 1846. In de torens zijn grote poorten waardoor de treinen in en uit over de brug rijden.
Bij de bouw van de buizen is gebruik gemaakt van scheepsbouwtechniek. Ze zijn gemaakt van 16mm geklonken smeedijzeren platen en elke koker weegt 1320 ton. Ze zijn 129,2 meter lang en 4,4 m breed, met een maximale hoogte van 7,8 m in het midden tot 6,9 m aan de uiteinden. Eenmaal gereed zijn ze op een ponton geplaatst en over de rivier naar de landhoofden gevaren. Daar aangekomen werden de buis met hydraulische pompen opgetild en op 18 april 1848 was de eerste buis klaar voor gebruik. Stephenson was aan boord van de eerste locomotief die de brug overstak en op 1 mei 1848 ging de brug open voor het treinverkeer. De tweede buis werd voltooid tussen oktober 1848 en januari 1849.
In 1899 werden nog twee brugpijlers toegevoegd, waardoor de vrije overspanning werd teruggebracht tot 94,5 m. Dit was noodzakelijk vanwege het toegenomen gewicht van de treinen.
In september 1950 werd de brug een monument.
De spoorbrug ligt naast de eerder gebouwde Conwy Suspension Bridge van Thomas Telford en een later gebouwde verkeersbrug.

## Galerij

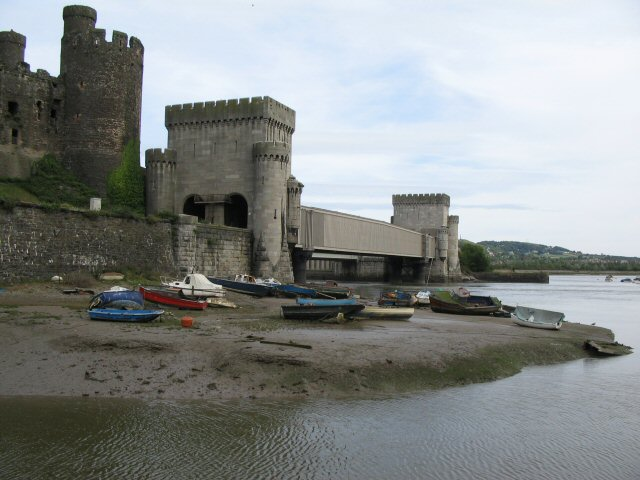
Zicht op brug met geheel links Conwy Castle
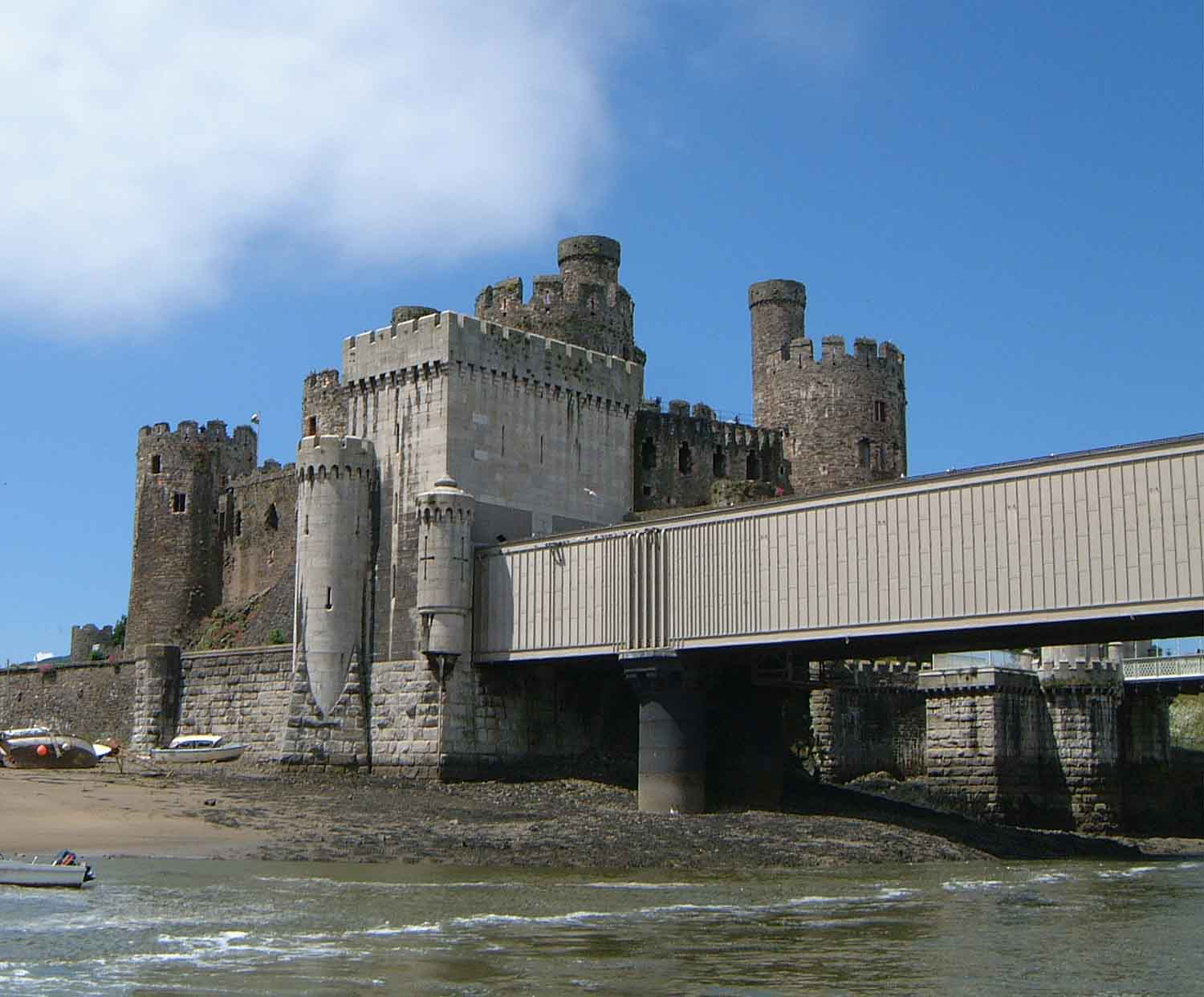
Brug met kasteel op de achtergrond
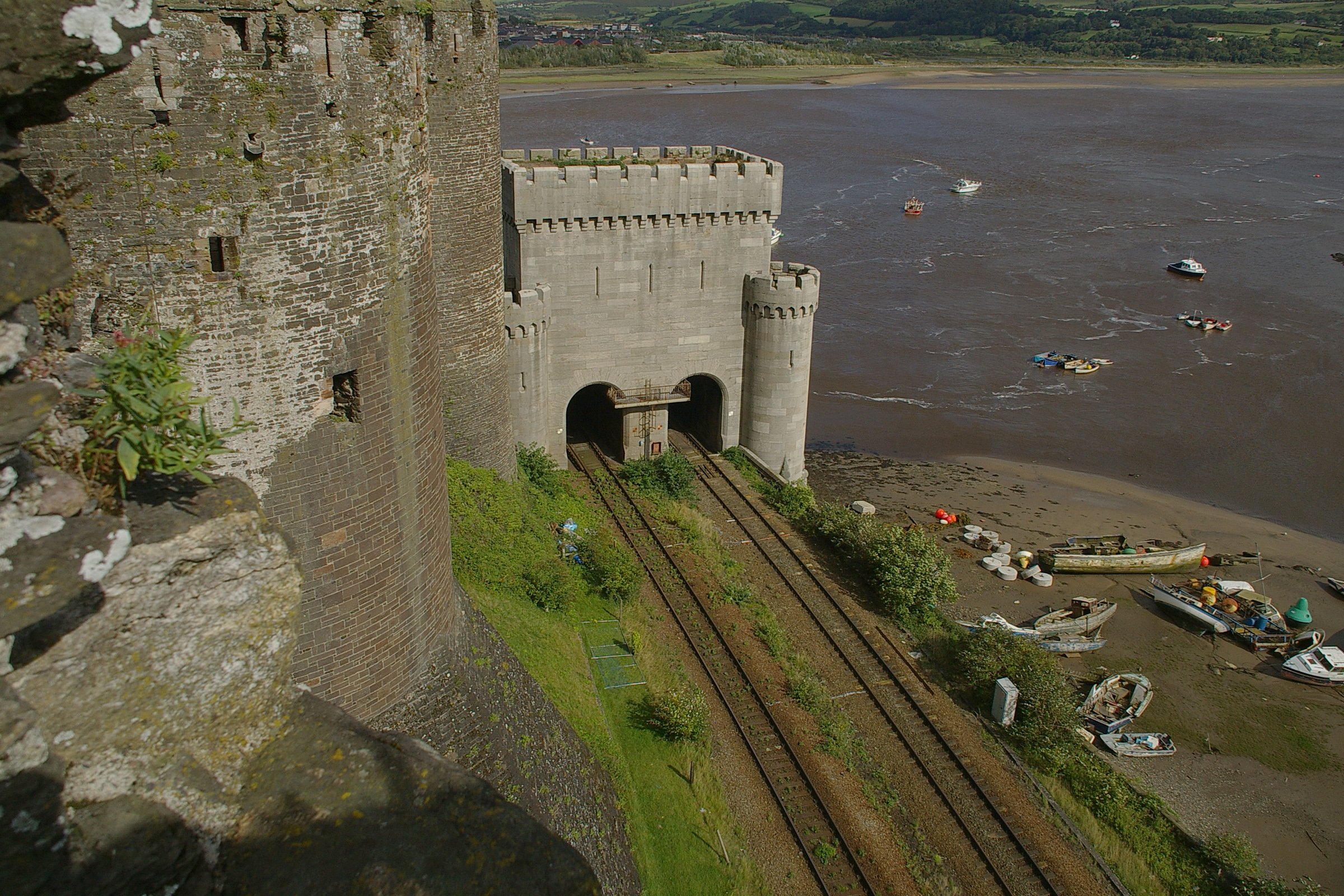
Toegang in toren